# كرستين أرون
كرستين أرون (بالفرنسية: Christine Arron)‏ هي عداءة مسافات قصيرة فرنسية ولدت في يوم 13 سبتمبر 1973 في مدينة لزابيم في غواديلوب، أبرز إنجازاتها كان فوزها بالميدالية البرونزية في سباق 4×100 مع الفريق الفرنسي في دورة الألعاب الأولمبية الصيفية 2000 في سيدني، كما فازت بميداليتين برونزيتين في سباقي 100 و200 في بطولة العالم لألعاب القوى 2005 في هلسنكي وفازت بالميدالية الذهبية في سباق 4×100 في بطولة العالم لألعاب القوى 2003 في باريس وبالميدالية الفضية في بطولة العالم لألعاب القوى 1999 في إشبيلية بنفس المنافسة، فازت أيضاً بالميدالية الذهبية في بطولة أوروبا لألعاب القوى 1998 في بودابست في سباق 100 متر وبميدالية ذهبية أخرى في سباق 4×100 تتابع مع الفريق الفرنسي وبالميدالية الفضية في بطولة أوروبا لألعاب القوى 2010 في برشلونة.

## روابط خارجية
- كرستين أرون على موقع ميوزك برينز (الإنجليزية)
- كرستين أرون على موقع الاتحاد الدولي لألعاب القوى (الإنجليزية)
- كرستين أرون على موقع الاتحاد الأوروبي لألعاب القوى (الإنجليزية)
- كرستين أرون على موقع الاتحاد الفرنسي لألعاب القوى (الفرنسية)
- كرستين أرون على موقع اللجنة الأولمبية الدولية (الإنجليزية)
- كرستين أرون على موقع أوليمبيديا (الإنجليزية)
- كرستين أرون على موقع اللجنة الأولمبية الفرنسية (مؤرشف) (الفرنسية)